# San Bernardo, Zinapécuaro
San Bernardo är en ort i Mexiko.   Den ligger i kommunen Zinapécuaro och delstaten Michoacán de Ocampo, i den södra delen av landet, 190 km väster om huvudstaden Mexico City. San Bernardo ligger 1 849 meter över havet och antalet invånare är 286.
Terrängen runt San Bernardo är huvudsakligen platt, men österut är den kuperad. Runt San Bernardo är det ganska tätbefolkat, med 86 invånare per kvadratkilometer. Närmaste större samhälle är Zinapécuaro, 9,0 km öster om San Bernardo. Trakten runt San Bernardo består till största delen av jordbruksmark.